# 香港國際學校
香港国际学校（英語：Hong Kong International School，縮寫HKIS）是位于香港大潭和浅水湾的一所私立学校。最初于1966年建立。HKIS至今收小一至中六年级的学生。小学低年级和高年级校舍在浅水湾，中学和高中在大潭。自1971年起，香港国际学校获美國西部学校和学院协会的认可。在China Service Mail香港前十所最佳私立国际学校的列表上，这所学校被选为最佳的私立国际学校。

## 历史
香港国际学校建立于1966年9月，临时校舍在舂坎角，當時僅有120位学生。借助着三个团体的帮助，学校才开始扩张：香港政府（给予地和无利息贷款）、一些美国商人和密蘇里路德會的教育资助代表。香港国际学校在1967年9月14日正式启用了在浅水湾的新校舍，有着630个来自不同国家的学生。之后香港国际学校继续扩张，修建了在浅水湾的第二栋教学楼和在大潭的第三栋教学楼。小学低年级和高年级的校舍在浅水湾，中学和高中在大潭。香港国际学校在2003年和Brainpop联合制作了一个关于严重急性呼吸综合征的科普影片。

## 校长
- 1966–1977：罗伯特 E 克里斯天
- 1977–1996：大卫 F 里特曼（David F. Rittmann）[2]
- 1997-1997：伯爵J 韦斯特里克
- 1997–2001：查尔斯（查）W.杜爾
- 2001–2004：威廉B 威尔仁博
- 2004–2005：詹姆斯A 哈德里奇
- 2005–2010：理查德 W.穆勒
- 2010–2011：戴维 J 康登
- 2011–2014：凯文 M. 邓宁
- 2017-:  罗恩·洛克马 (Ron Roukema)

## 学院

### 体制

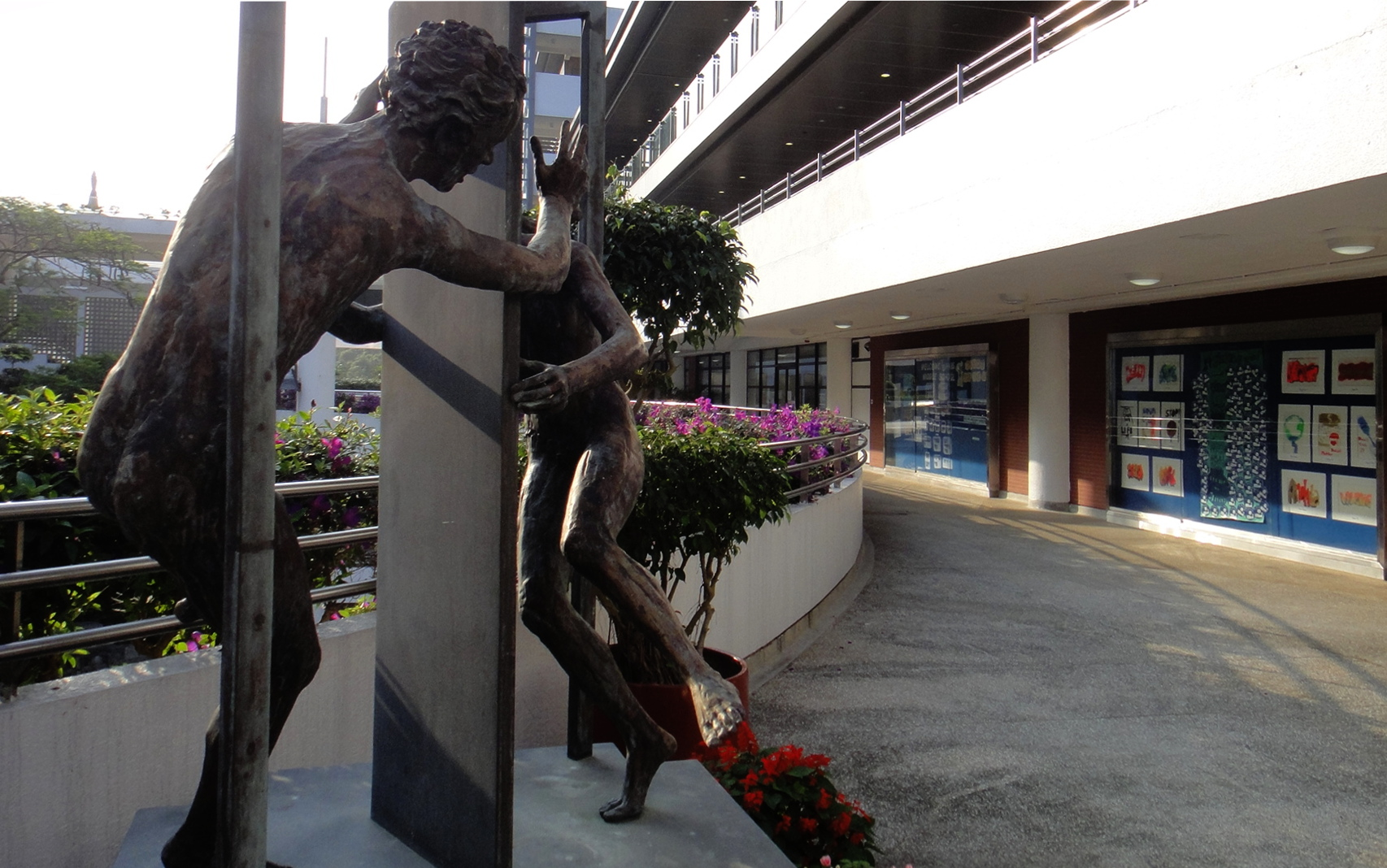
香港國際學校的一個塑像

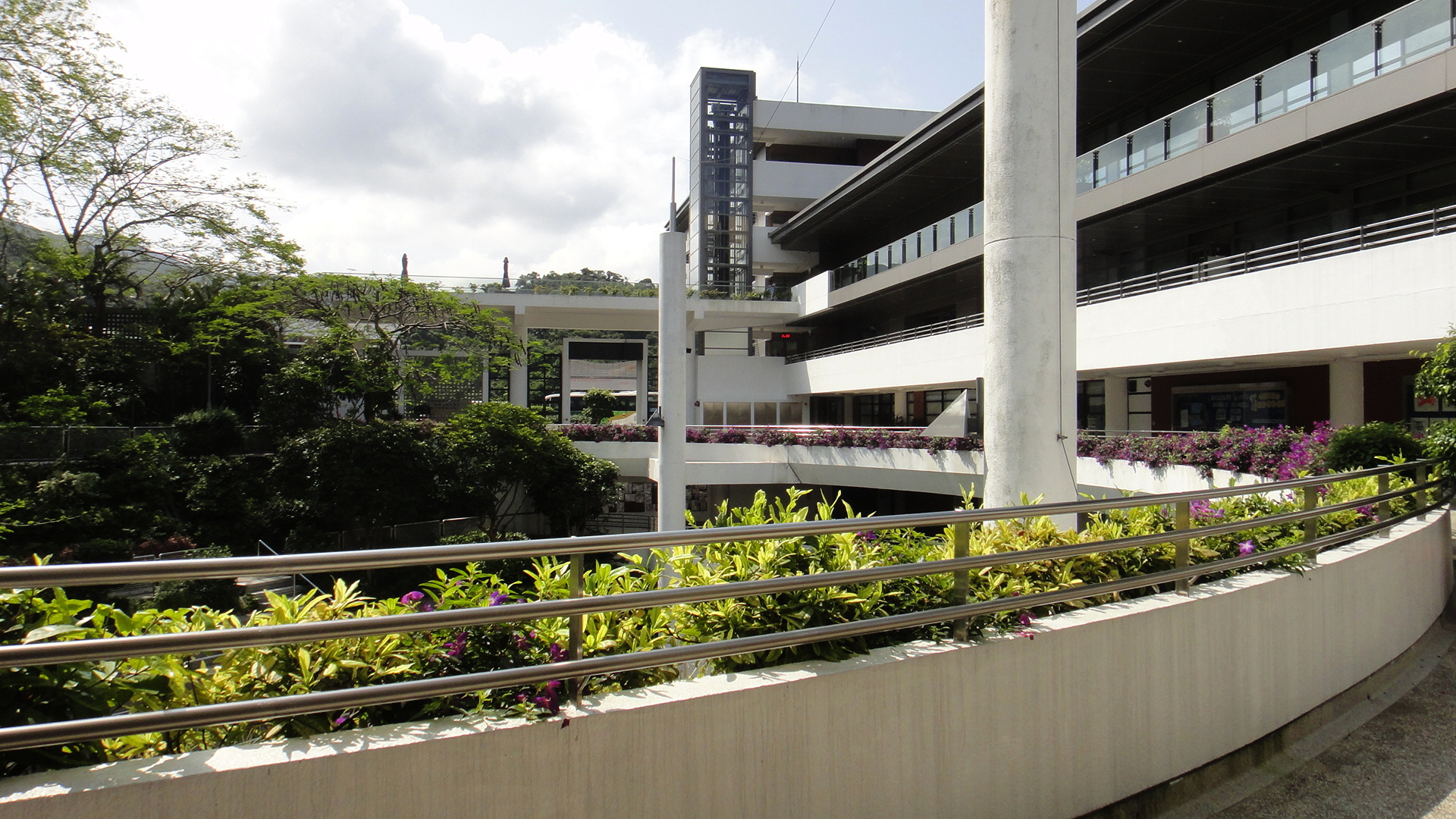
香港國際學校

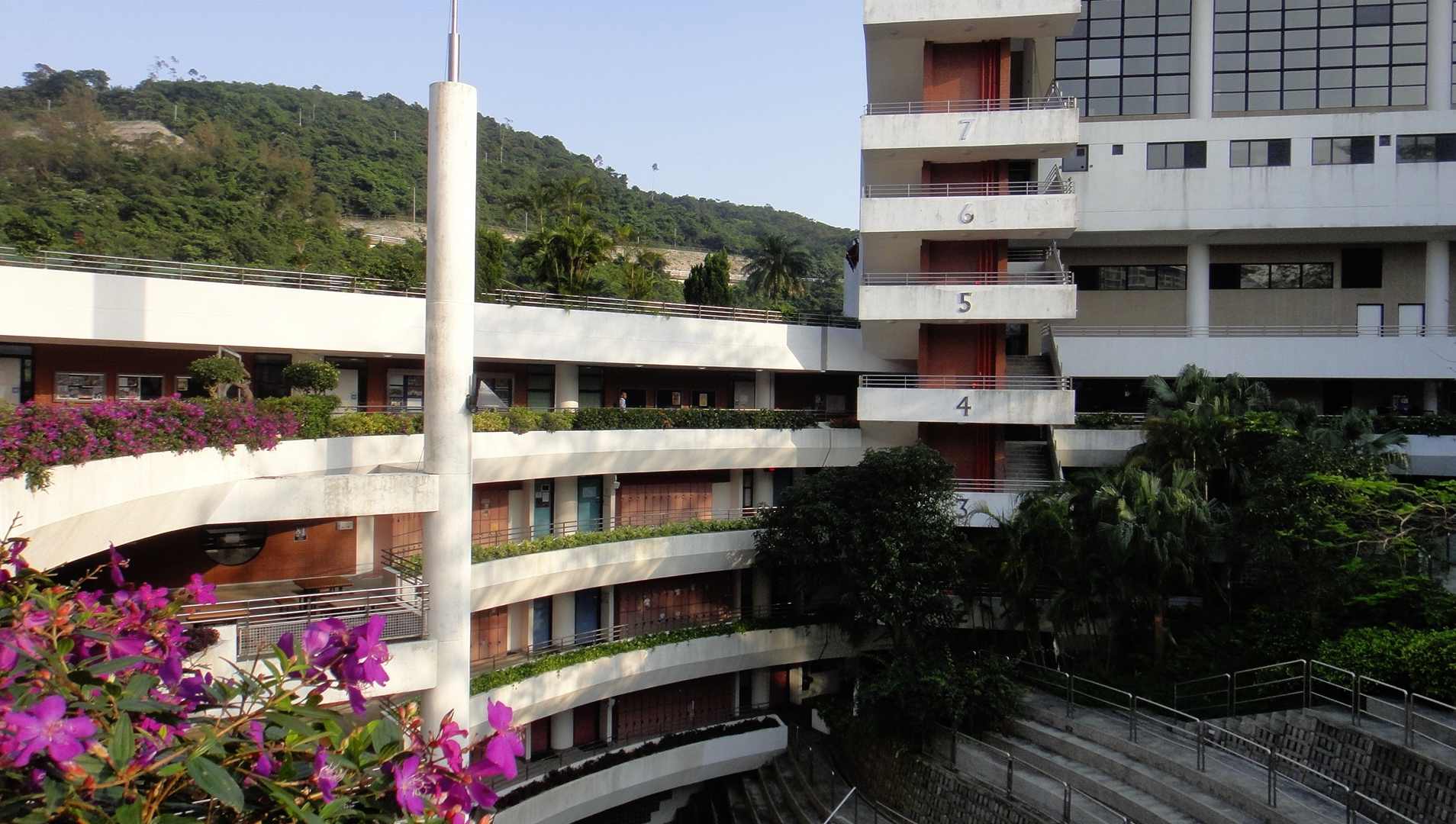
香港國際學校

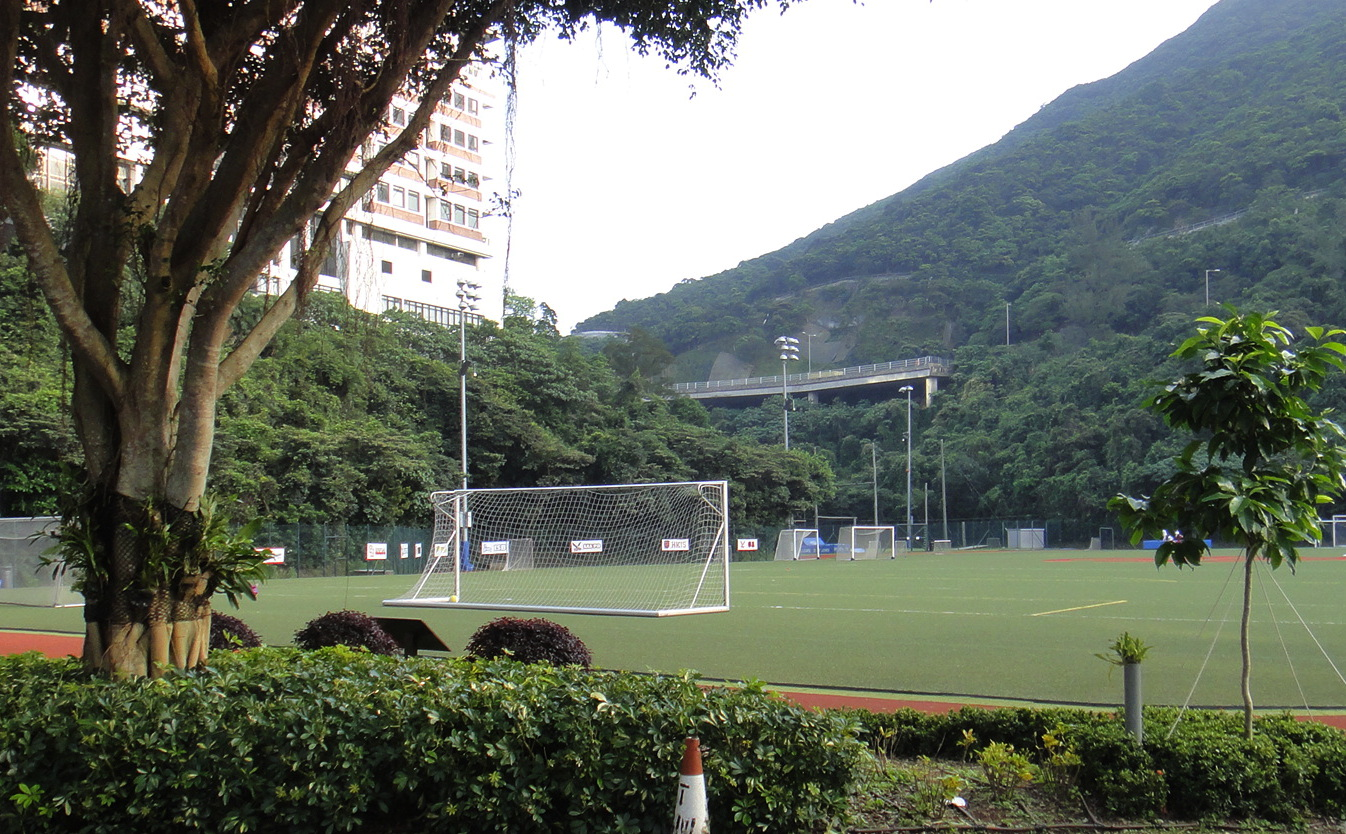
香港國際學校操場

学校分为四个部门：小学低年级 （ R1，R2，1和2年级），小学高年级（3-5年级），初中（6-8年级）和高中（9-12年級）。小学低年级（LP）和小学高年级（UP）被安置在原有浅水湾的建筑，而中学（MS）和高中（HS）是在大潭的新建筑中。
香港国际学校为一个1:1（一台笔记本电脑，一个学生）学校：五年级以上的每个学生都配备了苹果MacBook Pro，而五年级以下的学生用不同MacBook Pro，IPod Touch和IPad的软件来学习。
学校的每个部门都有各自的管理和学生会的部门——高中部门被称为参议院，中学部门被称为学生领导小组，小学高年级的部门被称为学生会。
在2023/24学年，香港国际学校有着超过2,800名学生（来自超过40个不同的国家）和500名教师和工作人员。四个图书馆一共有200,000书籍，期刊和科技资源。

### 学业
学校采用美式课程，在中学和高中提供各种大学先修课程的3種外语：法语、西班牙语和汉语。中国的语言学习是R1-G5学生的必修课。
高中部的学生需要学习人文、美国历史、圣经研究、生命科学、物理科学、数学，以及满足学校在美术、信息技术、亚洲研究以及体育与健康的各种不同要求。宗教教育是必修课程之一。学校还提供让学生自己设计的课程的选项，之后学生要给学业指导老师介绍自己的课程。
HKIS的学生的SAT成绩不断优于美国的平均分。在2011年，美国考生平均在批判性阅读中获497分，数学中获514分，写作中获489分；而HKIS平均在批判性阅读中获620分（+123），数学中获677分（+163），写作中获633分（+144）。

### 艺术
香港国际学校的高中有众多艺术节目，表演和相关课程。学生毕业需要至少一个艺术学分。
HKIS是国际学校音乐协会（AMIS）的一员。国际学校音乐协会举办为国际学校的学生举办音乐节。参加的学生包括高中乐队，合唱团和弦乐团。
中学每年有两场演出：音乐和戏剧。除了这些演出，学校提供各种音乐和戏剧的课程 。HKIS自2012年春季以来也一直是http://www.ista.co.uk/的一部分，并参与了在新加坡的音乐节。在2012-2013学年，中学学生参加了位于曼谷和香港的两个音乐节。
HKIS有着各种合唱团：60个高年级小学生的合唱团，总数超过100个歌手的中学合唱团，和总数80人的三个高中合唱团。
高中和中学的学生都能参加学校的戏剧和音乐剧。他们分别可在后台帮忙或舞台上表演。

## 学生生活
学生都参与了许多课外活动，包括学生政府，各种学生出版社，社区活动，田径，取证，基督教会所，服务社和多样的艺术表演。

### 俱乐部
在香港国际学校，一个不可分割的方面就是课外俱乐部。截至2007-2008学年，HKIS高中总共有70个注册的俱乐部，其中的重点都在于社区服务。高中的学生在有老师和学生政府的允许下可以创办自己的俱乐部。

### 学生出版社
Junto，香港国际学校高中学生管理的报纸。Junto每月出版一次，使用调查性新闻报道的格式来写有关HKIS的新闻和事件。在2010年，Junto的许多工作人员和编辑在哥伦比亚大学新闻部出席。
Ambrosia杂志：目前出版到第23卷，是每年出版的艺术和文学杂志，内容包括诗歌、散文、以及学生的作品。每一年出版社会奖赏桂冠诗人荣誉给提交的最好的诗。
传龙杂志是香港国际学校的双语杂志。此杂志是用英文和中文写的文章，内容围绕着亚洲文化。
Orientale是香港国际学校的年鉴。高中的毕业生都有自定义的半页来排版自己的宣言，肖像，描述，和拼贴画。所有学生有2-6页的空间来让其他同学留言，或者自己安排。

### 学生政府
学生政府主要是学生参议院构成的。参议院里有 指导老师和投票选出的学生代表。高中每年选出执行委员会。除此以外，每个年级会投票选举主席、副主席、秘书和每班的学生代表来当财务主任。

## 近期发展
HKIS 在2006-2007学年为庆祝了学校建立40周年，在2007年6月15-19日举行40周年团聚。中学在2009年完成了一个新的建筑。建筑里有行政办公室，会议室，几间语言教室和灵活的会议空间。
在2011年6月，HKIS宣布学校会从新修建在浅水湾的小学部 。在重建过程中，旧小学建筑将被夷为平地，受影响的低年级的学生在柴湾一所建筑学习三年。于2016年8月开始运行的新小学校舍包括一个室内游泳池，大型礼堂和健身房以及室内和室外的学习空间。